# Siegfried Künkele
Siegfried Künkele  ( 1931 - 17 de junio de 2004 ) fue un botánico alemán, especialista en orquídeas.
Fue impulsor de la Ley de Conservación de la Naturaleza de Baden-Wuerttemberg y promotor de la "Lista Roja de plantas amenazadas en el sudoeste del Estado Alemán".

## Algunas publicaciones
- helmut Baumann, siegfried Künkele, r. Lorenz. 2004. Taxonomische Liste der Orchideen Deutschlands - Nachtrag. En: Journal Europäischer Orchideen 36 (3): 769-780, ISSN 0945-7909

- german j. Krieglsteiner, siegfried. Künkele. 1991. Verbreitungsatlas der Grosspilze Deutschlands (West). Vols. 1-2 de Verbreitungsatlas der Grosspilze Deutschlands. Editor Ulmer, ISBN 3800133180

- siegfried. Künkele. 1986. Zum Rechtsschutz von Kormoran und Graureiher. ISBN 3-88251-110-9

- h. Baumann, siegfried Künkele. 1982. Die wildwachsenden Orchideen Europas. Frankh, ISBN 3-440-05068-8

- siegfried Künkele, Klaus Paysan. 1981. Optima-Projekt: Kartierung der mediterranen orchideen. 3, Die Orchideenflora von Euböa (Griechenland). Volumen 3 de Optima-Projekt. Volumen 23 de Veröffentlichungen für Naturschutz und Landschaftspflege. Editor Landesanstalt für Umweltschutz Baden-Württemberg-Institut für Oekologie und Naturschutz, 140 pp. ISBN 3882510560

### Libros
- helmut Baumann, siegfried Künkele, r. Lorenz. 2009. Orchideje Evropy a přilehlých oblastí. Atlas (Academia). Editor Academia, 355 pp. ISBN 8020016929

- -------------------------, ---------------------------, ---------------. 2007. Guía de orquídeas de Europa, Groenlandia, Azores, Norte de África y Oriente Medio. Ed Omega, Barcelona. ISBN 978-84-282-1440-7

- -------------------------, ---------------------------, ---------------. 2006. Orchideen Europas. Mit angrenzenden Gebieten (Broschiert). Ed. Ulmer. 333 pp. ISBN 3-8001-4162-0

- -------------------------, ---------------------------, ---------------. 2002 Guía de orquídeas de Europa. Ed. Omega. ISBN 84-282-1440-9

- -------------------------, ---------------------------, ---------------. 1989. Die nomenklatorischen Typen der von Linnaeus veröffentlichten Namen europäischer Orchideen. Volumen 21 de Mitteilungsblatt. Editor Arbeitskreis Heimische Orchideen. 346 pp.

- -------------------------, ---------------------------. 1982. Die wildwachsenden Orchideen Europas. Kosmos Bücher. Editor Frankh, 432 pp. ISBN 3440050688

- siegfried Künkele, e. Aichinger. Beiträge zur Pflanzensoziologie des Ostalpin-Dinarischen Raumes. Ed. Springer-Verlag. Viena. ISBN 3-211-80751-9

- ---------------------------, andreas Vogt, theo Müller, georg Philippi, siegmund Seybold. 1973. Probleme des Artenschutzes in Baden-Württemberg: nach den Grundlagen der Kartierung des "AHO" Baden-Württemberg. Volumen 1 de Veröffentlichungen. Editor Landesstelle für Naturschutz und Landschaftspflege Baden-Württemberg, 96 pp.

- La abreviatura «Künkele» se emplea para indicar a Siegfried Künkele como autoridad en la descripción y clasificación científica de los vegetales.[1]